# Каскетси
Каскетси (енгл. Casquets) су група светионичких хридова у оквиру Каналских острва.
Налазе се у близини острва Олдерни.